# セルゲイ・フランク

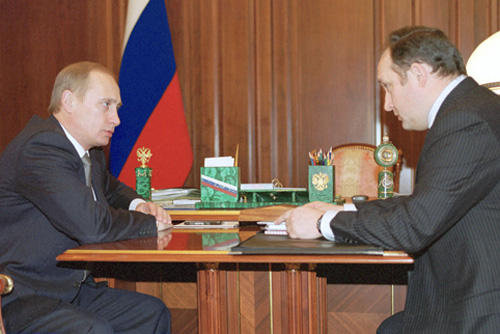
ウラジーミル・プーチン（左）と会談するセルゲイ・フランク（2001年撮影）

セルゲイ・オットーヴィチ・フランク（ロシア語: Сергей Оттович Франк、ラテン文字表記の例：Sergei Ottovich Frank、1960年8月13日 - ）は、ロシアの実業家、政治家。1998年から2004年までロシア連邦運輸大臣（交通大臣）。ノヴォシビルスク出身。
極東海洋大学経営学部を卒業。極東船舶社会計担当副社長、ロシア海洋局次長などを経て、1998年から2004年までロシア運輸相。運輸相退任後は、ロシアの船会社「ソヴコムフロット」代表取締役社長に就任した。